# 高気圧作業安全衛生規則
高気圧作業安全衛生規則（こうきあつさぎょうあんぜんえいせいきそく、昭和47年9月30日労働省令第40号）は、高気圧作業の安全衛生についての基準を定めた厚生労働省令である。
原題は高気圧障害防止規則であったが、昭和52(1977)年に標題のとおり改題された。
労働安全衛生法に基づき定められたものである。
本規則は次のような構成になっている。
- 第1章 総則（第1条）
- 第2章 設備 
  - 第1節 高圧室内業務の設備（第2条―第7条の4）
  - 第2節 潜水業務の設備（第8条・第9条）
- 第3章 業務管理 
  - 第1節 作業主任者等（第10条―第12条）
  - 第2節 高圧室内業務の管理（第13条―第26条）
  - 第3節 潜水業務の管理（第27条―第37条）
- 第4章 健康診断及び病者の就業禁止（第38条―第41条）
- 第5章 再圧室（第42条―第46条）
- 第6章 免許 
  - 第1節 高圧室内作業主任者免許（第47条―第51条）
  - 第2節 潜水士免許（第52条―第55条）
- 附則